# باول غيلروي
باول غيلروي (بالإنجليزية: Paul Gilroy)‏ (مواليد 16 فبراير 1956)، الحاصل على زمالة الأكاديمية البريطانية، هو مؤرخ وكاتب وأكاديمي بريطاني، والمدير المؤسس لمركز دراسة العرق والعنصرية في كلية لندن الجامعية. غيلروي هو الفائز لعام 2019 بجائزة هولبرج بقيمة 660 ألف يورو عن «مساهماته البارزة في عدد من المجالات الأكاديمية، بما في ذلك الدراسات الثقافية، ودراسات العرق النقدية، وعلم الاجتماع، والتاريخ، وعلم الإنسان، والدراسات الأمريكية الإفريقية».

## السيرة الذاتية
ولد غيلروي في الطرف الشرقي من لندن لأم غيانية، هي الروائية بيريل غيلروي، وأب إنجليزي، باتريك، وهو عالم. لديه أخت تدعى دارلا. درس في مدرسة الكلية الجامعية وحصل على درجة البكالوريوس في جامعة ساسكس عام 1978. انتقل إلى جامعة برمنغهام حيث حصل على درجة الدكتوراه في عام 1986.
غيلروي باحث في الدراسات الثقافية وثقافة الشتات الأطلسي الأسود وله اهتمامات في «المظاهر العديدة لثقافة البريطانيين الأفارقة» وهو مؤلف كتب ذير إينت نو بلاك إن ذا يونيون جاك (1987)، سمول أكتس (1993)، ذا بلاك أتلانتيك (1993)، بيتوين كامبس (2000؛ نشر أيضًا باسم أغينست ريس في الولايات المتحدة)، وأفتر إمباير (2004؛ نُشر باسم بوستكولونيال ميلانكوليا في الولايات المتحدة)، من بين أعمال أخرى. شارك غيلروي أيضًا بتأليف كتاب ذا إمباير سترايكس باك: ريس أند ريسيزم إن 1970 بريتان (1982)، وهو مجلد رائد أُنتج بشكل جماعي ونُشر من مركز الدراسات الثقافية المعاصرة في جامعة برمنغهام، حيث كان طالب دكتوراه يعمل مع المثقف الجامايكي ستيوارت هال. يشمل أيضًا المجموعة التي أنتجت ذا إمباير سترايكس باك فاليري آموس وهايزل كاربي وبراتيبها بارمار.
درّس غيلروي في جامعة ساوث بانك، وجامعة إسكس، ثم لسنوات عديدة في كلية جولدسميث (جامعة لندن)، قبل توليه منصبًا ثابتًا في الولايات المتحدة في جامعة ييل، حيث كان رئيسًا لقسم الدراسات الأمريكية الإفريقية وأستاذ شارلوت ماريان سادن لعلم الاجتماع والدراسات الأمريكية الإفريقية. كان أول حامل لأستاذية أنتوني غيدنز في النظرية الاجتماعية في كلية لندن للاقتصاد قبل انضمامه إلى كلية كينجز لندن في سبتمبر عام 2012.
عمل غيلروي في مجلس لندن الكبرى لعدة سنوات في ثمانينات القرن العشرين قبل أن يصبح أكاديميًا. خلال تلك الفترة، عمل مع مجلات القوائم الأسبوعية سيتي ليميتس (إذ كان محررًا مساهمًا بين عامي 1982 و1984) وذا واير (حيث كان لديه عمود خاص به من عام 1988 حتى عام 1991). تشمل المجلات والمواقع الأخرى التي كتب لها خلال هذه الفترة موقع نيو ميوزيكال إكسبرس وذا نيو إنترناشيوناليست ونيوستيتسمان.
يُعرف غيلروي بكونه باحثًا ومؤرخًا رائدًا لموسيقى الشتات الأطلسي الأسود، ومعلقًا على سياسات العرق والأمة والعنصرية في المملكة المتحدة، وعالم آثار في الحياة الأدبية والثقافية لذوي البشرة السوداء في نصف الأرض الغربي. وفقًا لمجلة ذا جورنال أوف بلاكس إن هاير إديوكيشن، كان دائمًا من بين أكثر العلماء من ذوي البشرة السوداء الذين يُستشهد بهم في العلوم الإنسانية والعلوم الاجتماعية. حمل المرتبة الأولى ضمن تصنيفات العلوم الإنسانية في الأعوام 2002 و2004 و2006 و2007 و2008.
حصل غيلروي على دكتوراه فخرية من كلية جولدسميث (جامعة لندن) وجامعة لياج عام 2016 وجامعة ساسكس وجامعة كوبنهاغن.